# مارتن بنتس
مارتن بنتس (بالإنجليزية: Martin Penc)‏ مواليد 21 مايو 1957 في براغ، هو دراج تشيكي سابق. سبق أن شارك في دورة الألعاب الأولمبية الصيفية وفاز بميدالية أولمبية.

## الميداليات
| الميدالية | المسابقة                       |
| --------- | ------------------------------ |
| برونزية   | الألعاب الأولمبية الصيفية 1980 |

## روابط خارجية
- مارتن بنتس على موقع أرشيف الدراجات (الإنجليزية)
- مارتن بنتس على موقع أوليمبيديا (الإنجليزية)
- مارتن بنتس على موقع اللجنة الأولمبية التشيكية (التشيكية)